# Srirasm
Prințesa Srirasm a Thailandei (thailandeză พระเจ้าวรวงศ์เธอ พระองค์เจ้าศรีรัศมิ์ พระวรชายาในสมเด็จพระบรมโอรสาธิราชฯ สยามมกุฎราชกุมาร; n. 9 decembrie 1971) a fost a treia soție Prințului Moștenitor al Thailandei, Vajiralongkorn. Născută înt-o familie cu origini modeste, ea a intrat în serviciul Prințului Moștenitor la vârsta de 22 de ani. S-a căsătorit cu prințul în februarie 2001 și a divorțat în decembrie 2014